# Maria Wetterstrand
Ingrid Maria Wetterstrand (ur. 2 października 1973 w Eskilstunie) – szwedzka polityk, parlamentarzystka, w latach 2002–2011 współprzewodnicząca Partii Zielonych.

## Życiorys
W latach 1993–1994 studiowała języki nordyckie na Uniwersytecie w Umeå, a od 1995 do 2000 biologię na Uniwersytecie w Göteborgu, gdzie w 2001 uzyskała magisterium. Od pierwszej połowy lat 90. pracowała w strukturach Partii Zielonych, w latach 1996–1999 była rzeczniczką jej organizacji młodzieżowej Grön Ungdom. Od 1998 do 2000 zasiadała w radzie miejskiej w Göteborgu. W 2001 objęła mandat posłanki do Riksdagu, który wykonywała do 2011. W latach 2002–2011 była współprzewodniczącą Partii Zielonych (z Peterem Erikssonem). W 2011 zrezygnowała z funkcji politycznych, zajęła się głównie działalnością publicystyczną. W 2015 została przewodniczącą Miljömålsrådet, rządowej rady do spraw środowiskowych.
Była zamężna z fińskim politykiem Ville Niinistö.